# Lactobacillus kalixensis
Lactobacillus kalixensis is een bacteriesoort behorende tot het geslacht Lactobacillus en valt onder de melkzuurbacteriën.
Het is een gram-positieve facultatief anaërobe staafvormige bacterie.